# Eudendrium vaginatum
Eudendrium vaginatum is een hydroïdpoliep uit de familie Eudendriidae. De poliep komt uit het geslacht Eudendrium. Eudendrium vaginatum werd in 1863 voor het eerst wetenschappelijk beschreven door Allman. 